# AI: 더 솜니움 파일즈 – 니르바나 이니셔티브
《AI: 더 솜니움 파일즈 – 니르바나 이니셔티브》는 스파이크 춘소프트가 개발하고 배급한 어드벤처 게임이다. 마이크로소프트 윈도우, 닌텐도 스위치, 플레이스테이션 4 및 엑스박스 원 플랫폼으로 제작돼 2022년 6월 출시됐다. 각본가 우치코시 코타로, 캐릭터 디자이너 코자키 유스케 등을 포함한 전작 《AI: 더 솜니움 파일즈 (2019)》의 개발진이 본작을 개발했으며, 전작의 디자이너 및 보조 디렉터 오카타 아키라가 본작의 디렉터를 맡았다.
전작처럼 근미래 도쿄가 배경이며, 두 명의 탐정 다테 미즈키와 류키 쿠루토가 각각 반토막 시체들을 남기는 연쇄살인 사건을 조사하는 이야기를 다뤘다. 첫 번째 게임의 등장인물 대부분이 보조인물로 재등장하며 새로운 인물들 또한 출연한다. 게임플레이는 서로다른 주인공을 조종하는 두 단계로 나뉘는데, 전작으로부터 6년 후 ABIS의 요원으로서 활동하는 미즈키를 주인공으로 한 '사이드 미즈키'와 전작으로부터 3달 후 시점에서 활동을 시작한 류키 쿠루토와 AI 파트너 타마가 주인공인 '사이드 류키'가 있다.

## 반응
《AI: 더 솜니움 파일즈 – 니르바나 이니셔티브》는 리뷰 애그리게이터 웹사이트 메타크리틱에서 "대체적으로 긍정적인 평가"를 기록했다.

### 흥행
발매 주간에 〈패미통〉의 판매량 표 2군데에서 각각 2,333장으로 20위, 1,319장으로 29위를 달성해 일본 내 첫 주 판매량이 총 3,652장으로 기록됐다.

## 참조

### 내용주
1. ↑  영어: AI: The Somnium Files – Nirvana Initiative, 일본어: アイ：ソムニウムファイル ニルヴァーナ イニシアチブ